# Semussac
Semussac és un municipi francès situat al departament del Charente Marítim i a la regió de la Nova Aquitània. L'any 2007 tenia 1.829 habitants.

## Demografia

### Població
El 2007 la població de fet de Semussac era de 1.829 persones. Hi havia 764 famílies de les quals 180 eren unipersonals (68 homes vivint sols i 112 dones vivint soles), 280 parelles sense fills, 236 parelles amb fills i 68 famílies monoparentals amb fills.
La població ha evolucionat segons el següent gràfic:
Habitants censats

### Habitatges
El 2007 hi havia 960 habitatges, 769 eren l'habitatge principal de la família, 143 eren segones residències i 48 estaven desocupats. 924 eren cases i 33 eren apartaments. Dels 769 habitatges principals, 608 estaven ocupats pels seus propietaris, 142 estaven llogats i ocupats pels llogaters i 19 estaven cedits a títol gratuït; 2 tenien una cambra, 31 en tenien dues, 109 en tenien tres, 309 en tenien quatre i 318 en tenien cinc o més. 616 habitatges disposaven pel capbaix d'una plaça de pàrquing. A 406 habitatges hi havia un automòbil i a 326 n'hi havia dos o més.

### Piràmide de població
La piràmide de població per edats i sexe el 2009 era:
| Homes | Edats   | Dones |
| ----- | ------- | ----- |
| 0     | 95 o +  | 0     |
| 0     | 90 a 94 | 8     |
| 4     | 85 a 89 | 16    |
| 20    | 80 a 84 | 0     |
| 36    | 75 a 79 | 44    |
| 36    | 70 a 74 | 64    |
| 76    | 65 a 69 | 44    |
| 24    | 60 a 64 | 20    |
| 28    | 55 a 59 | 40    |
| 36    | 50 a 54 | 56    |
| 56    | 45 a 49 | 68    |
| 36    | 40 a 44 | 28    |
| 44    | 35 a 39 | 36    |
| 56    | 30 a 34 | 72    |
| 36    | 25 a 29 | 44    |
| 28    | 20 a 24 | 16    |
| 64    | 15 a 19 | 36    |
| 64    | 10 a 14 | 24    |
| 44    | 5 a 9   | 36    |
| 32    | 0 a 4   | 40    |

## Economia
El 2007 la població en edat de treballar era de 1.165 persones, 819 eren actives i 346 eren inactives. De les 819 persones actives 734 estaven ocupades (377 homes i 357 dones) i 85 estaven aturades (39 homes i 46 dones). De les 346 persones inactives 164 estaven jubilades, 84 estaven estudiant i 98 estaven classificades com a «altres inactius».

### Ingressos
El 2009 a Semussac hi havia 864 unitats fiscals que integraven 2.092 persones, la mediana anual d'ingressos fiscals per persona era de 16.475 €.

### Activitats econòmiques
Dels 83 establiments que hi havia el 2007, 1 era d'una empresa alimentària, 4 d'empreses de fabricació d'altres productes industrials, 25 d'empreses de construcció, 25 d'empreses de comerç i reparació d'automòbils, 2 d'empreses de transport, 5 d'empreses d'hostatgeria i restauració, 1 d'una empresa financera, 6 d'empreses immobiliàries, 6 d'empreses de serveis, 3 d'entitats de l'administració pública i 5 d'empreses classificades com a «altres activitats de serveis».
Dels 27 establiments de servei als particulars que hi havia el 2009, 5 eren tallers de reparació d'automòbils i de material agrícola, 8 paletes, 5 guixaires pintors, 1 fusteria, 2 lampisteries, 1 electricista, 1 empresa de construcció, 3 perruqueries i 1 agència immobiliària.
Dels 6 establiments comercials que hi havia el 2009, 1 era un supermercat, 1 una fleca, 1 una carnisseria, 1 una peixateria, 1 una botiga d'electrodomèstics i 1 un drogueria.
L'any 2000 a Semussac hi havia 40 explotacions agrícoles que ocupaven un total de 2.700 hectàrees.

## Equipaments sanitaris i escolars
El 2009 hi havia 1 escola maternal i 1 escola elemental.

## Poblacions més properes
El següent diagrama mostra les poblacions més properes.